# Seliza pusana
Seliza pusana är en insektsart som beskrevs av William Lucas Distant 1912. Seliza pusana ingår i släktet Seliza och familjen Flatidae. Inga underarter finns listade i Catalogue of Life.